# MR.ORANGE
MR.ORANGE（ミスターオレンジ）は日本のバンドである。

## 概要
1996年7月結成。翌年SNAIL RAMPのTAKEMURAが立ち上げたレーベルSCHOOL BUS RECORDSから1stシングル「TIME FILES」をリリース。
メンバーチェンジを経て1999年にミニアルバム『Who can understand it?』をリリースし7万枚を越すセールスを上げる。
2000年に自主レーベル「HOME MADE」から1stアルバム『RADIOSTATIC-ACTIVITY』をリリースしインディチャート1位を獲得した。
2002年にソニー・ミュージックレコーズよりメジャーデビュー。同年に解散。
解散から6年後の2008年1月にZAIN RECORDSよりベストアルバム発売。

## メンバー
- SCHON（ボーカル、ギター）
- SUGGY（ベース）
- SHUNTARO（ドラムス）

## 元メンバー
- Yu-ki（ボーカル、ギター）
- oioi-Tukuru（ベース）
- Eiji（ドラムス）

## ディスコグラフィー

### シングル
1. Time flies（1997年07月11日/SCHOOL BUS RECORDS）
  1. Beautiful (The Primitives/Crashのカヴァー 歌詞カードにはカヴァーの記載なし)
  2. Bitter days
  3. I go far away
  4. Stray
2. SPARKLE（2001年01月17日/HOWLING BULL Entertainment）オリコン45位
  1. SPARKLE[4:54]
  2. Spooky & Perverse[2:25]
  3. Nuts (up in my head)[2:28]
3. SPIN ME OUT（2001年10月31日/HOWLING BULL Entertainment）オリコン97位
  - ポール・ギルバート（元MR. BIG）プロデュース

  1. SPIN ME OUT[3:21]（作詞・作曲・編曲：MR.ORANGE）
  2. Can't Hold Me Down[3:56]（作詞・作曲・編曲：MR.ORANGE）
  3. DIZZY [unplugged][6:27]（作詞・作曲・編曲：MR.ORANGE）
4. SHARKS AND PUNKS（2002年03月20日/ソニー・ミュージックレコーズ）
  - マーティ・フリードマンが参加。

  1. SHARKS AND PUNKS[4:57]（作詞：PAUL GILBERT／作曲・編曲：MR.ORANGE）
  2. Z/Z/Z[4:23]（作曲・編曲：MR.ORANGE）

### ミニアルバム
1. Who Can Understand it?（1999年04月21日[バンダイ・ミュージックエンタテインメント]/2000年03月01日[HOWLING BULL Entertainment]）オリコン54位
  1. Who Can Understand It?[0:06]
  2. Get It[1:04]（作詞：森下志音・Brett Boyd／作曲：森下志音／編曲：松浦英治・森下志音・杉山幸正）
  3. Pop[1:43]（作詞：森下志音・Brett Boyd／作曲：森下志音／編曲：松浦英治・森下志音・杉山幸正）
  4. Non-Stop Life[2:14]（作詞：森下志音・Brett Boyd／作曲：森下志音／編曲：松浦英治・森下志音・杉山幸正）
  5. Child[3:10]（作詞：森下志音・Brett Boyd／作曲：森下志音／編曲：松浦英治・森下志音・杉山幸正）
  6. Beautiful[3:24]（作詞：森下志音・Brett Boyd／作曲：森下志音／編曲：松浦英治・森下志音・杉山幸正）
  7. Blue Blue[2:28]（作曲・編曲：森下志音）
  8. Pop[2:59]（作詞：森下志音・Brett Boyd／作曲：森下志音／編曲：松浦英治・森下志音・杉山幸正）

### アルバム
1. RADIOSTATICACTIVITY（2000年01月17日/2000年07月05日/HOWLING BULL Entertainment）オリコン57位
  1. Be[2:22]（作曲・編曲：森下志音・杉山幸正）
  2. Shut Up[1:16]（作詞：森下志音・Brett Boyd／作曲：森下志音／編曲：森下志音・杉山幸正）
  3. Leave[4:09]（作詞：森下志音・Brett Boyd／作曲：森下志音／編曲：森下志音・杉山幸正）
  4. No Seconds[2:18]（作詞：森下志音・Brett Boyd／作曲：森下志音／編曲：森下志音・杉山幸正）
  5. Art School[1:58]（作詞・作曲：ポール・ウェラー／編曲：森下志音・杉山幸正）
  6. Dizzy[3:01]（作詞：森下志音・Brett Boyd／作曲：森下志音／編曲：森下志音・杉山幸正）
  7. Potato Head[1:53]（作詞・作曲：ポール・ギルバート／編曲：森下志音・杉山幸正）
  8. So Happy[2:10]（作詞：森下志音・Brett Boyd／作曲：森下志音／編曲：森下志音・杉山幸正）
  9. Enough[1:06]（作詞：森下志音・Brett Boyd／作曲：森下志音／編曲：森下志音・杉山幸正）
  10. Load[3:54]（作詞：森下志音・Brett Boyd／作曲：森下志音／編曲：森下志音・杉山幸正）
  11. You Better Move On[2:57]（作詞・作曲：Arther Alexander Jr／編曲：森下志音・杉山幸正）
  12. Grace[5:44]（作詞：森下志音・Brett Boyd／作曲：森下志音／編曲：森下志音・杉山幸正）
  13. A Short Cosmic Trip Through The Solar System[4:30]
2. JAMBALAYA（2002年04月10日/ソニー・ミュージックレコーズ）オリコン60位
  1. Warning[0:41]（作曲・編曲：MR.ORANGE）
  2. MR. BLEEP[1:07]（作詞・作曲・編曲：MR.ORANGE）
  3. SPIN ME OUT[3:17]（作詞・作曲・編曲：MR.ORANGE）
  4. SURRENDER[3:33]（作詞・作曲：RICK NIELSEN／編曲：MR.ORANGE）
    - チープ・トリックのカバー

  5. RED NURSE[1:19]（作詞・作曲・編曲：MR.ORANGE）
  6. SONG FOR YOU[2:37]（作詞・作曲：PAUL GILBERT／編曲：MR.ORANGE）
  7. Bad Guys Finish Last[2:23]（作詞・作曲・編曲：MR.ORANGE）
  8. Celebrate the night[3:38]（作詞・作曲・編曲：MR.ORANGE）
  9. SHARKS AND PUNKS[4:57]（作詞・作曲：PAUL GILBERT／編曲：MR.ORANGE）
  10. GREATEST LOVER[4:19]（作詞・作曲・編曲：MR.ORANGE）
  11. ALL YOU WANT[4:07]（作詞・作曲・編曲：MR.ORANGE）
  12. Party Till The End of Time[4:11]（作詞・作曲・編曲：MR.ORANGE）
  13. YOU AND I[5:06]（作詞・作曲・編曲：MR.ORANGE）

### ベストアルバム
1. MR.ORANGE BEST（2008年01月20日/ZAIN RECORDS）
  - CD

  1. Spin Me Out[3:16]
  2. Sparkle[4:50]
  3. Mr.Bleep[1:06]
  4. Potato Head[1:52]
  5. Shut Up[1:15]
  6. Child[3:10]
  7. Spooky And Perverse[2:21]
  8. Leave[4:10]
  9. All You Want[4:07]
  10. Grace[5:46]
  11. Get It[1:04]
  12. Surrender[4:52]
  13. So Happy[2:10]
  14. Burn It Up (unreleased)[1:55]
  15. Dizzy[3:01]
  16. Search And Destroy[3:24]
  17. You And I[5:01]
  18. Beautiful[3:18]
  19. Art School[1:58]
  20. Piece Of Mind (unreleased)[3:59]
  21. A Short Cosmic Trip Through The Solar System[4:28]
  22. Sharks And Punks[4:57]

  - DVD

  1. Child (PV)
  2. Sparkle (PV)
  3. Leave (PV)
  4. Spin Me Out (PV)
    - 監督：末吉宣継

  5. Sharks And Punks (PV)
    - 監督：三木孝浩

  6. Interview